# Juan Manuel Reyes Osuna
Juan de la Cruz Reyes Osuna, conocido en el mundo artístico como el "El Canario", fue un cantaor de flamenco del siglo XIX.

## Biografía
Juan de la Cruz Reyes nació en Álora (provincia de Málaga) el 30 de junio de 1857 y murió en Sevilla la madrugada del 13 de agosto de 1885. Cantaor con sello propio, creador de la Malagueña como tal, se inició en los cafés cantantes de su tierra. Sus actuaciones en el café El Imparcial de Madrid fueron todo un impacto con apoteósico éxito que apenas pudo disfrutar.
Contratado para actuar en el café del Burrero, situado en la Nevería de la China junto al Puente de Triana de Sevilla, en la madrugada del 13 de agosto de 1885,   durante una actuación compartida con La Rubia de Málaga, el padre de La Rubia, a causa de una discusión por rivalidad artística, le asestó una puñalada causándole la muerte a los 28 años de edad. 
Tras su muerte, Juan Reyes El Canario se convirtió en objeto de leyenda reflejada en libros, coplas y obras teatrales. Antonio Chacón que, sin llegar a conocerle personalmente, sabía del éxito obtenido por El Canario con sus malagueñas, cuando llegó a Sevilla para actuar por primera vez tuvo oportunidad de aprender el cante del desdichado cantaor a través de La Rubia y La Bocanegra, quedando impresionado por su riqueza melódica y sentido poético. No dudó el maestro jerezano en rendirse ante la evidencia y expresar sin reparos que El Canario había sido un gran artista creador. 
José Blas Vega recoge lo que el periódico sevillano El Progreso publicó al día siguiente:

"A las cinco y cuarto de la madrugada de ayer, hora en que diariamente se dan por terminados los edificantes espectáculos del café cantante flamenco del Burrero, situado junto al puente de Triana, fue aquel sitio teatro, como casi todo los días, de un drama terrible. En aquel centro habíase entablado pocos momentos antes una acalorada discusión entre uno de los cantaores conocido por El Canario y el padre de una de las artistas de aquel establecimiento. La reyerta fue tomando poco a poco mayores proporciones y no obstante la intervención de algunos de los concurrentes, salieron fuera del local, dispuestos a jugar el todo por el todo. Después, gran confusión, gritos, armas relucientes movidas con agitación febril, un cadáver y un homicida.

El Canario sobresalió como intérprete de serranas y malagueñas, y en este último género dejó una forma de su creación en la que introdujo la novedad de comenzar a cantar con la última palabra del primero o el segundo tercio: "Las gentes, / por el hablar de las gentes..." Este recurso resulta de gran belleza y ha sido seguido por otros cantaores, no sólo en la malagueña sino también en otros estilos, como los tientos y algunos fandangos de Huelva. Para el cantaor Aurelio Sellés las malagueñas del Canario eran las más hermosas y auténticas que conocía, porque "son intensas, por alto y más valientes que las de Chacón ".